# セレニティー (2005年の映画)
『セレニティー』（原題：Serenity）は、2005年のSFアクション映画。脚本および監督はジョス・ウィードン。途中で放映がキャンセルされたフォックス放送のSFアクションドラマ『ファイヤーフライ 宇宙大戦争』の続きとなる劇場版完結編。
主演のマル役のネイサンは後にテレビドラマ『キャッスル』の主役でアメリカテレビ界での地位を不動のものとするが、その中で本作のオマージュと思われるエピソードが存在する。また、日本での吹き替えは本作と異なるが、相棒がゾーイと同一人物となっている。
映画は2005年9月30日に北アメリカでユニバーサル・ピクチャーズにより公開された。積極的なレビューがされ、初週に1010万ドルのボックスオフィスを記録し、2週間トップ10にリストされた。

## 概要
2510年の未来を舞台としており、地球は滅亡しているが、人類文明は銀河に広がってその中心部が"同盟"を結成して統一支配している。この支配に反対した独立派の辺境惑星はユニフィケイション戦争で敗北した。セレニティーはファイアーフライ級の貨物船を改造した密輸船の名前で、この宇宙船は独立派の退役軍人であるマルを船長とする。彼は気の置けない仲間達とともに、同盟の目をかいくぐって密輸や窃盗など何でもやる宇宙の便利屋を生業としていた。しかしセレニティー号はひょんなことから、危険な秘密を持つ少女リヴァーとその兄を乗客としたため、同盟により執拗に追跡されている。

## キャスト
※括弧内は日本語吹き替え
- マル - ネイサン・フィリオン（桐本琢也）
- ゾーイ - ジーナ・トーレス（湯屋敦子）
- ウォッシュ - アラン・テュディック（白熊寛嗣）
- リヴァー - サマー・グロー（弓場沙織）
- サイモン - ショーン・メイハー（風間秀郎）

## 評価
セレニティーは2005年にフィルムフォーカスのイアーアワードを受賞した。IGNフィルムのベストサイファイ部門およびベストトレイラーを受賞。ネビュラ賞のベスト脚本部門を受賞。Rotten Tomatoesの第7回ユーザー・トマト・アワードのベストサイファイ映画部門を受賞。スペイシー賞のフェイヴァリット部門を受賞。2006年のヒューゴー賞のBest Dramatic Presentationを受賞した。